# Eleição municipal de Limeira em 2024
A eleição municipal de Limeira em 2024 foi o 19.º pleito eleitoral realizado na história do município. O 1.º turno ocorreu em 6 de outubro, porém como nenhuma das candidaturas a prefeito alcançou a maioria absoluta dos votos válidos, um 2.º turno ocorreu três semanas depois, em 27 de outubro, com os dois candidatos mais votados. Isso se deve ao fato de que Limeira possui mais de 200 000 eleitores registrados e aptos ao voto e, dessa forma, atende ao critério eleitoral definido pelo inciso II do artigo n.º 29 da Constituição Federal para a realização de um 2.º turno caso a disputa eleitoral não tenha sido decidida na etapa anterior de votação.
Segundo dados do Tribunal Superior Eleitoral, 219 001 eleitores compunham o eleitorado limeirense apto a eleger 1 prefeito, 1 vice–prefeito e 21 vereadores para a Câmara Municipal em 2024.

## Calendário eleitoral
| Início        | Fim           | Atividades | Status    |
| ------------- | ------------- | --- | --------- |
| 7 de março    | 5 de abril    | Janela partidária para vereadores trocarem de partido visando concorrer às eleições sem perder o mandato. | Realizado |
| 6 de abril    | 6 de abril    | Data-limite para todas as legendas e federações partidárias obterem o registro dos estatutos no TSE e para todos os candidatos terem domicílio eleitoral na circunscrição em que desejam disputar as eleições com a filiação deferida pelo partido. | Realizado |
| 15 de maio    | 15 de maio    | Início da campanha de arrecadação prévia de recursos na modalidade de financiamento coletivo para pré-candidatos, sem realização de pedidos de voto e obedecendo a regras relativas à propaganda eleitoral na Internet.                             | Realizado |
| 20 de julho   | 5 de agosto   | Realização de convenções partidárias para deliberar sobre coligações e escolher candidatos às prefeituras e aos cargos de vereador. Os partidos têm até 15 de agosto para registrar os nomes na Justiça Eleitoral.                                  | Realizado |
| 16 de agosto  | 16 de agosto  | Início das campanhas eleitorais de forma igualitária, podendo qualquer publicidade ou manifestação com pedido explícito de voto antes da data ser considerada irregular e multada.                                                                  | Realizado |
| 30 de agosto  | 3 de outubro  | Veiculação da propaganda eleitoral gratuita no rádio e na televisão. | Realizado |
| 6 de outubro  | 6 de outubro  | Realização do primeiro turno das eleições municipais. | Realizado |
| 11 de outubro | 25 de outubro | Veiculação da propaganda eleitoral gratuita no rádio e na televisão para o segundo turno. | Realizado |
| 27 de outubro | 27 de outubro | Realização de um eventual segundo turno nas cidades com mais de 200 mil eleitores em que o candidato a prefeito mais votado não tenha atingido a metade mais um dos votos válidos.                                                                  | Realizado |

## Candidaturas oficiais
| Candidaturas deferidas pelo TSE para a disputa eleitoral | Candidaturas deferidas pelo TSE para a disputa eleitoral | Candidaturas deferidas pelo TSE para a disputa eleitoral | Candidaturas deferidas pelo TSE para a disputa eleitoral | Candidaturas deferidas pelo TSE para a disputa eleitoral | Candidaturas deferidas pelo TSE para a disputa eleitoral | Candidaturas deferidas pelo TSE para a disputa eleitoral                                             | Candidaturas deferidas pelo TSE para a disputa eleitoral |
| N.º                                                      | N.º                                                      | Candidato(a) a prefeito(a)                               | Candidato(a) a prefeito(a)                               | Candidato(a) a vice-prefeito(a)                          | Candidato(a) a vice-prefeito(a)                          | Coligação                                                                                            | Situação                                                 |
| -------------------------------------------------------- | -------------------------------------------------------- | -------------------------------------------------------- | -------------------------------------------------------- | -------------------------------------------------------- | -------------------------------------------------------- | --- | -------------------------------------------------------- |
|                                                          | 13                                                       |                                                          | Mitsunaga (PT)                                           |                                                          | Marco Aurélio (PSB)                                      | Limeira no Coração da Gente PT / PCdoB / PV / PSB / PSOL / REDE                                      | Não eleito                                               |
|                                                          | 15                                                       |                                                          | Betinho Neves (MDB)                                      |                                                          | Dr.ª Mayra Costa (Republicanos)                          | A Mudança que Limeira quer MDB / Republicanos / Progressistas / PRD / UNIÃO / Avante / Solidariedade | Não eleito                                               |
|                                                          | 20                                                       |                                                          | Murilo Felix (Podemos)                                   |                                                          | Fabiano D'Andrea (Podemos)                               | Limeira forte de novo Podemos / AGIR                                                                 | Eleito                                                   |
|                                                          | 22                                                       |                                                          | Erika Tank (PL)                                          |                                                          | Bruno Bortolan (PSD)                                     | Limeira acima de Tudo PL / PSD / PRTB / DC / PSDB / Cidadania                                        | Não eleito                                               |

## Pesquisas eleitorais

### 1.º turno

#### Intenções de voto
| Data de realização            | Data de divulgação     | Instituto de pesquisa | Número de registro no TSE | Eleitores entrevistados | Margem de erro | Candidatos          | Candidatos             | Candidatos      | Candidatos     | Brancos e Nulos | Não sabe/Não respondeu |
| Data de realização            | Data de divulgação     | Instituto de pesquisa | Número de registro no TSE | Eleitores entrevistados | Margem de erro | Betinho Neves (MDB) | Murilo Felix (Podemos) | Erika Tank (PL) | Mitsunaga (PT) | Brancos e Nulos | Não sabe/Não respondeu |
| ----------------------------- | ---------------------- | --------------------- | ------------------------- | ----------------------- | -------------- | ------------------- | ---------------------- | --------------- | -------------- | --------------- | ---------------------- |
| 21 a 25 de julho              | 31 de julho de 2024    | Ágili Pesquisas       | SP–00776/2024             | 700                     | ±3,7%          | 29,9%               | 23,3%                  | 20,4%           | 3,6%           | 13,6%           | 9,3%                   |
| 22 a 27 de agosto             | 27 de agosto de 2024   | Ágili Pesquisas       | SP–03701/2024             | 700                     | ±3,7%          | 31,9%               | 23,0%                  | 20,3%           | 3,3%           | 13,0%           | 8,6%                   |
| 14 a 16 de setembro           | 22 de setembro de 2024 | Olhar Público         | SP–03673/2024             | 400                     | ±4,9%          | 28,8%               | 25,5%                  | 17,8%           | 4,0%           | 9,0%            | 15,0%                  |
| 19 a 22 de setembro           | 25 de setembro de 2024 | Ágili Pesquisas       | SP–02974/2024             | 700                     | ±3,7%          | 34,0%               | 26,6%                  | 19,0%           | 2,9%           | 10,6%           | 6,9%                   |
| 21 a 22 de setembro           | 26 de setembro de 2024 | Sebram Pesquisas      | SP–02083/2024             | 1 000                   | ±5,0%          | 29,92%              | 19,58%                 | 25,45%          | 7,16%          | 3,58%           | 14,31%                 |
| 28 a 29 de setembro           | 30 de setembro de 2024 | Instituto Vox Brasil  | SP–00994/2024             | 604                     | ±4,0%          | 37,6%               | 20,2%                  | 14,7%           | 9,8%           | 9,4%            | 8,3%                   |
| 30 de setembro a 1 de outubro | 4 de outubro de 2024   | Sebram Pesquisas      | SP–03676/2024             | 1 000                   | ±5,0%          | 28,51%              | 21,39%                 | 31,78%          | 4,85%          | 3,86%           | 9,60%                  |

#### Índices de rejeição
| Data de realização            | Data de divulgação     | Instituto de pesquisa | Número de registro no TSE | Eleitores entrevistados | Margem de erro | Candidatos     | Candidatos      | Candidatos             | Candidatos          | Poderia votar em todos | Não sabe/Não respondeu |
| Data de realização            | Data de divulgação     | Instituto de pesquisa | Número de registro no TSE | Eleitores entrevistados | Margem de erro | Mitsunaga (PT) | Erika Tank (PL) | Murilo Felix (Podemos) | Betinho Neves (MDB) | Poderia votar em todos | Não sabe/Não respondeu |
| ----------------------------- | ---------------------- | --------------------- | ------------------------- | ----------------------- | -------------- | -------------- | --------------- | ---------------------- | ------------------- | ---------------------- | ---------------------- |
| 21 a 25 de julho              | 31 de julho de 2024    | Ágili Pesquisas       | SP–00776/2024             | 700                     | ±3,7%          | 23,9%          | 11,4%           | 19,6%                  | 11,1%               | 23,4%                  | 10,6%                  |
| 22 a 27 de agosto             | 27 de agosto de 2024   | Ágili Pesquisas       | SP–03701/2024             | 700                     | ±3,7%          | 15,6%          | 13,7%           | 21,9%                  | 10,3%               | 26,0%                  | 12,6%                  |
| 14 a 16 de setembro           | 22 de setembro de 2024 | Olhar Público         | SP–03673/2024             | 400                     | ±4,9%          | 44,0%          | 35,8%           | 34,8%                  | 30,3%               | 19,8%                  | –                      |
| 19 a 22 de setembro           | 25 de setembro de 2024 | Ágili Pesquisas       | SP–02974/2024             | 700                     | ±3,7%          | 21,9%          | 18,3%           | 15,9%                  | 11,9%               | 21,4%                  | 10,7%                  |
| 28 a 29 de setembro           | 30 de setembro de 2024 | Instituto Vox Brasil  | SP–00994/2024             | 604                     | ±4,0%          | 23,3%          | 31,5%           | 24,7%                  | 15,2%               | 2,5%                   | 2,8%                   |
| 30 de setembro a 1 de outubro | 4 de outubro de 2024   | Sebram Pesquisas      | SP–03676/2024             | 1 000                   | ±5,0%          | 9,21%          | 10,20%          | 8,42%                  | 14,85%              | 3,96%                  | 53,37%                 |

### 2.º turno

#### Votos totais
| Data de realização | Data de divulgação    | Instituto de pesquisa | Número de registro no TSE | Eleitores entrevistados | Margem de erro | Candidatos             | Candidatos          | Brancos e Nulos | Não sabem/Não responderam |
| Data de realização | Data de divulgação    | Instituto de pesquisa | Número de registro no TSE | Eleitores entrevistados | Margem de erro | Murilo Felix (Podemos) | Betinho Neves (MDB) | Brancos e Nulos | Não sabem/Não responderam |
| ------------------ | --------------------- | --------------------- | ------------------------- | ----------------------- | -------------- | ---------------------- | ------------------- | --------------- | ------------------------- |
| 15 a 19 de outubro | 20 de outubro de 2024 | Olhar Público         | SP–02239/2024             | 400                     | ±4,9%          | 45,7%                  | 35,3%               | 9,2%            | 9,8%                      |
| 15 a 19 de outubro | 20 de outubro de 2024 | Instituto Veritá      | SP–02829/2024             | 810                     | ±3,5%          | 46,9%                  | 39,1%               | 11,3%           | 2,7%                      |
| 13 a 17 de outubro | 22 de outubro de 2024 | Ágili Pesquisas       | SP–00842/2024             | 700                     | ±3,7%          | 44,9%                  | 40,1%               | 8,3%            | 6,6%                      |
| 20 a 21 de outubro | 23 de outubro de 2024 | Instituto Vox Brasil  | SP–03724/2024             | 604                     | ±4,0%          | 45,4%                  | 48,2%               | 2,8%            | 3,6%                      |
| 20 a 24 de outubro | 25 de outubro de 2024 | Ágili Pesquisas       | SP–07803/2024             | 700                     | ±3,7%          | 47,3%                  | 39,3%               | 8,6%            | 4,9%                      |
| 21 a 25 de outubro | 26 de outubro de 2024 | Olhar Público         | SP–05596/2024             | 400                     | ±4,9%          | 42,8%                  | 31,3%               | 12,0%           | 13,8%                     |

#### Votos válidos
| Data de realização | Data de divulgação    | Instituto de pesquisa | Número de registro no TSE | Eleitores entrevistados | Margem de erro | Candidatos             | Candidatos          |
| Data de realização | Data de divulgação    | Instituto de pesquisa | Número de registro no TSE | Eleitores entrevistados | Margem de erro | Murilo Felix (Podemos) | Betinho Neves (MDB) |
| ------------------ | --------------------- | --------------------- | ------------------------- | ----------------------- | -------------- | ---------------------- | ------------------- |
| 15 a 19 de outubro | 20 de outubro de 2024 | Olhar Público         | SP–02239/2024             | 400                     | ±4,9%          | 56,5%                  | 43,5%               |
| 15 a 19 de outubro | 20 de outubro de 2024 | Instituto Veritá      | SP–02829/2024             | 810                     | ±3,5%          | 54,6%                  | 45,4%               |
| 13 a 17 de outubro | 22 de outubro de 2024 | Ágili Pesquisas       | SP–00842/2024             | 700                     | ±3,7%          | 52,8%                  | 47,2%               |
| 20 a 21 de outubro | 23 de outubro de 2024 | Instituto Vox Brasil  | SP–03724/2024             | 604                     | ±4,0%          | 48,5%                  | 51,5%               |
| 20 a 24 de outubro | 25 de outubro de 2024 | Ágili Pesquisas       | SP–07803/2024             | 700                     | ±3,7%          | 54,2%                  | 45,8%               |
| 21 a 25 de outubro | 26 de outubro de 2024 | Olhar Público         | SP–05596/2024             | 400                     | ±4,9%          | 57,0%                  | 43,0%               |

## Debates eleitorais

### 1.º turno
| Data de realização     | Organizadores                  | Mediadores              | Candidatos             | Candidatos          | Candidatos      | Candidatos     |
| Data de realização     | Organizadores                  | Mediadores              | Murilo Felix (Podemos) | Betinho Neves (MDB) | Erika Tank (PL) | Mitsunaga (PT) |
| ---------------------- | ------------------------------ | ----------------------- | ---------------------- | ------------------- | --------------- | -------------- |
| 4 de setembro de 2024  | Band Mais                      | Valter Sena             | Presente               | Presente            | Presente        | Presente       |
| 19 de setembro de 2024 | g1, CBN e aCidadeON            | Thayla Ramos            | Presente               | Presente            | Presente        | Presente       |
| 26 de setembro de 2024 | Diário de Justiça Rápido no Ar | Renata Reis Lucas Claro | Presente               | Presente            | Presente        | Presente       |
| 3 de outubro de 2024   | Educadora eLimeira             | Caio Bortolan           | Presente               | Presente            | Presente        | Presente       |

### 2.º turno
| Data de realização    | Organizadores                  | Mediadores              | Candidatos             | Candidatos          |
| Data de realização    | Organizadores                  | Mediadores              | Murilo Felix (Podemos) | Betinho Neves (MDB) |
| --------------------- | ------------------------------ | ----------------------- | ---------------------- | ------------------- |
| 17 de outubro de 2024 | Diário de Justiça Rápido no Ar | Renata Reis Lucas Claro | Presente               | Presente            |
| 21 de outubro de 2024 | EPTV Campinas                  | Jonatan Morel           | Presente               | Presente            |
| 25 de outubro de 2024 | Educadora eLimeira             | Caio Bortolan           | Presente               | Presente            |

## Resultados eleitorais

### Poder Executivo
O então vereador Betinho Neves (MDB) e o ex-deputado estadual Murilo Felix (Podemos) foram os dois candidatos mais votados no 1.º turno, porém como ambos não alcançaram a maioria absoluta dos votos válidos registrados, prosseguiram com a disputa pela chefia do Poder Executivo municipal para o 2.º turno. Na etapa seguinte de votação, verificou-se uma virada eleitoral: Murilo Felix (Podemos), que terminou em 2.º lugar na etapa anterior com 32,29% dos votos válidos contra os 38,81% obtidos por Betinho Neves (MDB), sagrou-se vencedor do pleito ao conquistar 76 049 votos, o equivalente a 51,88% dos votos válidos. Seu mandato à frente da Prefeitura de Limeira teve início em 1 de janeiro de 2025 e será concluído em 31 de dezembro de 2028.
| Candidatos a prefeito(a)   | Candidatos a prefeito(a) | Candidato a vice-prefeito(a)    | 1.º turno      | 1.º turno   | 2.º turno      | 2.º turno   |
| Candidatos a prefeito(a)   | Candidatos a prefeito(a) | Candidato a vice-prefeito(a)    | Total de votos | Porcentagem | Total de votos | Porcentagem |
| -------------------------- | ------------------------ | ------------------------------- | -------------- | ----------- | -------------- | ----------- |
|                            | Murilo Felix (Podemos)   | Fabiano D'Andrea (Podemos)      | 49 072         | 32,29%      | 76 049         | 51,88%      |
|                            | Betinho Neves (MDB)      | Dr.ª Mayra Costa (Republicanos) | 58 970         | 38,81%      | 70 535         | 48,12%      |
|                            | Erika Tank (PL)          | Bruno Bortolan (PSD)            | 37 162         | 24,46%      | –              | –           |
|                            | Mitsunaga (PT)           | Marco Aurélio (PSB)             | 6 750          | 4,44%       | –              | –           |
| Total de votos válidos     | Total de votos válidos   | Total de votos válidos          | 151 954        | 151 954     | 146 584        | 146 584     |
| Votos apurados             |                          |                                 |                |             |                |             |
| Votos válidos              | Votos válidos            | Votos válidos                   | 151 954        | 90,37%      | 146 584        | 90,83%      |
| Votos em branco            | Votos em branco          | Votos em branco                 | 6 962          | 4,14%       | 5 544          | 3,44%       |
| Votos nulos                | Votos nulos              | Votos nulos                     | 9 227          | 5,49%       | 9 254          | 5,73%       |
| Total de votos apurados    | Total de votos apurados  | Total de votos apurados         | 168 143        | 168 143     | 161 382        | 161 382     |
| Participação do eleitorado |                          |                                 |                |             |                |             |
| Comparecimentos            | Comparecimentos          | Comparecimentos                 | 168 143        | 76,78%      | 161 382        | 73,69%      |
| Abstenções                 | Abstenções               | Abstenções                      | 50 858         | 23,22%      | 57 619         | 26,31%      |
| Total de eleitores aptos   | Total de eleitores aptos | Total de eleitores aptos        | 219 001        | 219 001     | 219 001        | 219 001     |
| Fonte: g1                  |                          |                                 |                |             |                |             |

### Poder Legislativo
No sistema proporcional, pelo qual são eleitos os vereadores, o voto dado a um candidato é primeiro considerado para o partido ao qual ele é filiado. O total de votos de um partido é que define quantas cadeiras ele terá. Definidas as cadeiras, os candidatos mais votados do partido são chamados a ocupá-las. Abaixo encontram-se os candidatos a vereador eleitos, reeleitos e os que ficaram como suplentes para a 46.ª legislatura, iniciada em 1 de janeiro de 2025 e que será concluída em 31 de dezembro de 2028.
| N.º   | Candidato(a)             | Partido político | Votos obtidos | Porcentagem | Situação      |
| ----- | ------------------------ | ---------------- | ------------- | ----------- | ------------- |
| 70111 | Tatiane Lopes Protetora  | Avante           | 4 688         | 3,15%       | Reeleito(a)   |
| 55678 | Dr. Anderson Pereira     | PSD              | 2 861         | 1,92%       | Reeleito(a)   |
| 55555 | Helder do Táxi           | PSD              | 2 837         | 1,90%       | Reeleito(a)   |
| 55000 | Everton Ferreira         | PSD              | 2 760         | 1,85%       | Reeleito(a)   |
| 70444 | Estevão Nogueira         | Avante           | 2 486         | 1,67%       | Eleito(a)     |
| 11000 | Waguinho da Santa Luzia  | Progressistas    | 2 466         | 1,65%       | Reeleito(a)   |
| 22022 | Guilherme Guido          | PL               | 2 428         | 1,63%       | Eleito(a)     |
| 77000 | João Antunes 'Bano'      | Solidariedade    | 2 336         | 1,57%       | Reeleito(a)   |
| 22222 | Lu Bogo                  | PL               | 2 294         | 1,54%       | Reeleito(a)   |
| 28000 | Elias Barbosa            | PRTB             | 2 274         | 1,53%       | Reeleito(a)   |
| 10123 | Nilton Santos            | Republicanos     | 2 265         | 1,52%       | Reeleito(a)   |
| 13013 | Isabelly Carvalho        | PT               | 2 193         | 1,47%       | Reeleito(a)   |
| 28777 | Lemão da Jeová Rafá      | PRTB             | 2 066         | 1,39%       | Reeleito(a)   |
| 22100 | Mara Isa Mattos Silveira | PL               | 1 761         | 1,18%       | Eleito(a)     |
| 15015 | Mariana Calsa            | MDB              | 1 737         | 1,17%       | Reeleito(a)   |
| 27123 | Márcio do Estacionamento | DC               | 1 691         | 1,13%       | Eleito(a)     |
| 36000 | Constância Félix         | AGIR             | 1 642         | 1,10%       | Não eleito(a) |
| 77333 | Zé da Farmácia           | Solidariedade    | 1 636         | 1,10%       | Eleito(a)     |
| 22700 | Felipe Penedo            | PL               | 1 580         | 1,06%       | Eleito(a)     |
| 15800 | Dr. Marcelo Rossi        | MDB              | 1 551         | 1,04%       | Eleito(a)     |
| 22777 | Carlinhos do Grotta      | PL               | 1 497         | 1,00%       | Eleito(a)     |
| 77789 | Lalá                     | Solidariedade    | 1 458         | 0,98%       | Suplente      |
| 77747 | Felipe Nathan            | Solidariedade    | 1 396         | 0,94%       | Suplente      |
| 15555 | Dr. Júlio                | MDB              | 1 393         | 0,93%       | Suplente      |
| 15123 | Ju Negão                 | MDB              | 1 347         | 0,90%       | Suplente      |
| 55558 | Joyce Dias               | PSD              | 1 314         | 0,88%       | Suplente      |
| 11200 | Marco Xavier             | Progressistas    | 1 232         | 0,83%       | Suplente      |
| 22200 | Terezinha da Santa Casa  | PL               | 1 214         | 0,81%       | Suplente      |
| 70007 | Edgarzinho do Skate      | Solidariedade    | 1 170         | 0,79%       | Suplente      |
| 22000 | Professor Paulo Morais   | PL               | 1 151         | 0,77%       | Suplente      |
| 22722 | Professora Ana Paula     | PL               | 1 151         | 0,77%       | Suplente      |
| 27456 | Dani Carlos              | DC               | 1 117         | 0,75%       | Suplente      |
| 15000 | Igor Manhani             | MDB              | 1 103         | 0,74%       | Suplente      |
| 20222 | Costa Júnior             | Podemos          | 1 095         | 0,73%       | Eleito(a)     |